# Torii Kiyomoto
Pour les articles homonymes, voir Torii (homonymie).
Torii Kiyomoto (鳥居 清元, Torii Kiyomoto, 1645-1702) était un acteur kabuki d'Osaka et un peintre d'affiches et de publicités pour des pièces de kabuki. Fondateur de l'école Torii, il a peint des illustrations qui ont été désignées comme les formes originelles de l'ukiyo-e. 

## Biographie
De son vrai nom famille Kondō (近藤), il a d'abord été un acteur de kabuki à Osaka sous le nom Shōshichi (庄七) Torii, et a alors dessiné des affiches pour sa compagnie.
Il s'installa à Edo en 1687 avec son fils Shōbei. Ne rencontrant pas de succès au théâtre, comme beaucoup d'acteurs venant d'Osaka qui avaient essayé de s'adapter au style de jeu d'Edo et aux préférences des spectateurs, il se tourna vers la seule réalisation d'affiches pour le théâtre kabuki. Bientôt éclipsé par Shōbei, qui avait pris le nom de Kiyonobu Torii pour signer ses œuvres, ils créèrent ensemble une école de peinture qui devait fortement influencer la naissance des ukiyo-e, et qui a eu le monopole les peintures des affiches de kabuki pendant toute la période Edo jusqu'au XXe siècle.
Aucune de ses œuvres ne nous est parvenue.